# Silabario mandombe
El Mandombe o Mandombé, es un alfasilabario africano inventado en 1978 por Wabeladio Payi en Mbanza Ngungu, provincia del Bajo Congo de la República Democrática del Congo. Su presentación pública oficial se produjo en 1994, en el Centre Kimbanguiste d’Accueil et des Conférences de Kinshasa. Esta escritura se enseña en las escuelas de primaria, secundaria y postsecundaria administradas por la Iglesia kimbanguista en Angola, la República del Congo, la República Democrática del Congo, y por más de 500 profesores en el Centro por la Escritura Negroafricana (CENA) en la R. D. del Congo y otros países.
Puede usarse para transcribir kikongo ya leta (un criollo de la lengua kikongo), lingala, tshiluba y suajili, las cuatro lenguas nacionales de la República Democrática del Congo, y otras lenguas del centro y sur africano cuyo el idioma kikongo. La Academia Mandombe en el CENA trabaja actualmente en transcribir otras lenguas africanas en esta escritura.
Se han realizado propuestas de codificar esta escritura en Unicode pero aun no se ha realizado.

## Vocales
Una vocal puede escribirse individualmente y formar una sílaba consigo misma. Si forma parte de un diptongo, se usa un signo diacrítico.
| Escritura latina | Mandombe | Signo diacrítico |
| ---------------- | -------- | ---------------- |
| a                |          |                  |
| e                |          |                  |
| i                |          |                  |
| o                |          |                  |
| u / w            |          |                  |

## Consonantes
Hay cuatro formas básicas de consonantes. Cada forma (carácter básico) puede reflejarse en horizontal, vertical, o ambos para representar una consonante distinta; las cuatro consonantes así formados se consideran un grupo, y consonantes reflejados en la misma forma se considera que son una familia. Estas consonantes se combinan con las vocales, que se reflejan de manera similar, para crear sílabas.
Familia 1
La consonante con la orientación básica está unido a la parte inferior izquierda de la vocal
Familia 2
La consonante -vocal -plus se refleja tanto en horizontal como en vertical ( girar 180 °)
Familia 3
La consonante -vocal -plus se refleja horizontalmente
Familia 4
La consonante -vocal -plus se refleja verticalmente
Diacríticos vocálicos se reflejan , junto con la vocal principal.
El uso de la transformación geométrica también está presente en Pitman taquigrafía y canadiense aborigen silábica, aunque las consonantes Mandombe en el mismo grupo no parece tener ninguna relación fonológica (excepto el quinto grupo llamado zindinga ma mazita, en el que todas las consonantes son africadas y fricativas).
| Consonante         | Familia 1 | Familia 2 | Familia 3 | Familia 4 |
| ------------------ | --------- | --------- | --------- | --------- |
| Grupo 1            | na        | va        | sa        | ta        |
| Grupo 2            | be        | de        | fe        | ge        |
| Grupo 3            | ko        | mo        | lo        | po        |
| Grupo 4            | wi        | ri        | zi        | yi        |
| Mazita ma zindinga | shu       | dju       | tshu      | ju        |

## Números
El número 1 se asemeja al 1 indoarábigo, y los números del 2 al 5 se basan en esta forma. Los números 6 y 9 son versiones cuadradas de sus homólogos indoarábigos, y los números 7 y 8 están formados por formas similares y reflejadas.
| Número | Mandombe |
| ------ | -------- |
| 0      |          |
| 1      |          |
| 2      |          |
| 3      |          |
| 4      |          |
| 5      |          |
| 6      |          |
| 7      |          |
| 8      |          |
| 9      |          |